# 川口市立元郷中学校
川口市立元郷中学校（かわぐちしりつ もとごうちゅうがっこう）は、埼玉県川口市東領家にある公立中学校。

## 概要
川口市は公立学校選択制を取り入れているが、川口市教育委員会の方針によって2014年度の新入生より学区外からの通学でも自転車通学は禁止になった。

## 沿革
- 1948年 - 川口市立元郷中学校として開校
- 1949年 - 川口市立南中学校から一部が移籍[2]
- 1954年 - 十二月田分教場を設置
- 1955年 - 十二月田分教場が川口市立十二月田中学校として独立
- 1956年 - 校旗制定
- 1959年 - 校歌制定
- 1979年 - 川口市立領家中学校を分離[3]

## 教育目標
- 物事に自主的に取り組む生徒
- 共に学び、共に伸びる生徒
- 五感豊かに健康でたくましい生徒
- 美しい心と思いやりのある生徒[4]

## 部活動

### 運動部
- 野球部
- サッカー部
- 卓球部（男女）
- 水泳部（男女）
- 陸上部（男女）
- テニス部（男女）
- バスケットボール部（男女）
- バレーボール部（女子）
- ジョギング部（特別支援学級）[4]

### 文化部
- 吹奏楽部
- 美術部
- パソコン部
- 伝統文化部[4]

## 通学区域
- 新井町 - 全域
- 東領家1丁目 - 全域
- 東領家2丁目 - 全域
- 東領家3丁目 - 全域
- 東領家4丁目 - 全域
- 東領家5丁目 - 一部
- 元郷5丁目 - 全域
- 元郷6丁目 - 全域
- 弥平1丁目 - 全域
- 弥平2丁目 - 全域
- 弥平3丁目 - 全域
- 弥平4丁目 - 全域[5]